# Don't Cry for Me Argentina
Don't Cry for Me Argentina è un brano musicale composto nel 1976 da Andrew Lloyd Webber su testi di Tim Rice per il musical Evita.
È il brano più noto dello spettacolo, e una delle più famose canzoni dell'autore. Originariamente intitolato It's Only Your Lover Returning, prima che Rice scegliesse il titolo definitivo, Don't Cry for Me Argentina viene intonato dalla protagonista nel secondo atto, quando Evita parla alla folla dal balcone della Casa Rosada. La melodia tuttavia appare frequentemente, spesso per pochi istanti, durante lo spettacolo. Inoltre, in un diverso arrangiamento, costituisce la prima parte del brano Oh What a Circus, cantato da Che all'inizio dello spettacolo.
Nell'originale edizione discografica del 1976 il brano viene eseguito da Julie Covington, che interpreta il personaggio principale. La prima interprete a eseguirlo a teatro è invece Elaine Paige, chiamata a impersonare Evita nella prima edizione londinese dello spettacolo nel 1978 e nella successiva incisione discografica. L'interpretazione di Paige resta tra le più apprezzate, tanto che l'interprete è stata chiamata in seguito più volte per incidere lo stesso brano, sia in studio che dal vivo, esibendosi anche al concerto per il 50º compleanno di Andrew Lloyd Webber alla Royal Albert Hall.
Tra le successive interpreti del brano ci sono Patti LuPone, protagonista della prima versione di Broadway nel 1979, ed Elena Roger, che ha interpretato il personaggio nel revival londinese del 2006 e in quello di Broadway del 2012. Entrambe hanno realizzato le incisioni su disco dello spettacolo. Sarah Brightman l'ha eseguito frequentemente in concerto e inciso su disco (in inglese e in spagnolo). Anche la cantante Madonna interpretò questo brano per la versione cinematografica del musical, nel 1996.
Tra le versioni in lingua straniera, particolarmente apprezzata è stata quella spagnola di Paloma San Basilio (No llores por mí, Argentina) che, oltre ad aver interpretato il personaggio a teatro e su disco, ha frequentemente eseguito il brano in concerto. Un'ulteriore versione in lingua inglese viene abitualmente interpretata dal soprano Susanna Rigacci nei suoi concerti di musica da film. In italiano venne cantata originariamente da Milva, nel 1977. Il cantautore italiano Francesco Guccini cita questo brano nella canzone Argentina contenuta nell'album Guccini del 1983.

## Altre cover del brano
- Festival (1976)
- Olivia Newton-John (1977)
- The Carpenters (1977)
- Milva (1977) (in italiano Non piangere più Argentina)
- The Shadows (1978)
- Olivia Newton-John (1980)
- Marti Webb (1980)
- Joan Baez (1980)
- Donna Summer (1981)
- Sinéad O'Connor (1992)
- Sarah Brightman e Mike Flowers Pops (1996)
- Judy Collins (1999)
- Me First and the Gimme Gimmes (1999)
- The Hit Crew (2007)
- Paloma San Basilio e Nacha Guevara (in spagnolo No llores por mí, Argentina).
- Katja Ebstein (in tedesco Wein' nicht um mich Argentinien).
- Lea Michele e Chris Colfer (2010)(Per Glee)
- Andrea Bocelli con Nicole Scherzinger e Paty Cantú (2015) (in spagnolo No llores por mí, Argentina).
- Madonna
- Fayrouz (2017)